# داویده بارتساگی
داویده بارتساگی (انگلیسی: Davide Bartesaghi؛ زادهٔ ۲۹ دسامبر ۲۰۰۵) بازیکن فوتبال اهل ایتالیا است.
وی همچنین در تیم‌های ملی فوتبال زیر ۱۸ سال ایتالیا و زیر ۱۹ سال ایتالیا بازی کرده‌است.